# Сасаткы
Сасаткы — река в России, протекает по территории Ямало-Ненецкого автономного округа. Устье реки находится в 264 км по левому берегу реки Таз. Длина реки составляет 73 км.

## Данные водного реестра
По данным государственного водного реестра России относится к Нижнеобскому бассейновому округу, водохозяйственный участок реки — Таз. Речной бассейн реки — Таз.
Код объекта в государственном водном реестре — 15050000112115300070103.